# Mocquerysia
Mocquerysia là một chi bọ cánh cứng trong họ 
Elateridae.
Chi này được miêu tả khoa học năm 1899 bởi Fleutiaux.

## Các loài
Các loài trong chi này gồm:
- Mocquerysia aenea Fleutiaux, 1929
- Mocquerysia bicolor Fleutiaux, 1899
- Mocquerysia bipectinata Fleutiaux, 1932
- Mocquerysia caeruleipennis Fleutiaux, 1929
- Mocquerysia cuprea Fleutiaux, 1933
- Mocquerysia unicolor Fleutiaux, 1899